# Championnat d'Amérique du Nord féminin de volley-ball des moins de 18 ans 2006
Navigation
Édition précédente Édition suivante
Le 5e Championnat d'Amérique du Nord de volley-ball féminin des moins de 18 ans s'est déroulé du 25 juillet 2006 au 30 juillet 2006 à Gainesville, en Floride, aux États-Unis. Il a mis aux prises les six meilleures équipes continentales.

## Équipes présentes
| - Porto Rico - Mexique - États-Unis - Canada - Honduras - République dominicaine |

## Compétition

### Tour préliminaire

#### Classement
| # | Équipe                 | Pts | J | G | P | Sp | Sc | Ratio | Pp  | Pc  | Ratio |
| - | ---------------------- | --- | - | - | - | -- | -- | ----- | --- | --- | ----- |
| 1 | États-Unis             | 10  | 5 | 5 | 0 | 15 | 3  | 5     | 430 | 288 | 1.493 |
| 2 | République dominicaine | 9   | 5 | 4 | 1 | 14 | 8  | 1.75  | 477 | 460 | 1.037 |
| 3 | Canada                 | 8   | 5 | 3 | 2 | 11 | 8  | 1.375 | 437 | 395 | 1.106 |
| 4 | Porto Rico             | 7   | 5 | 2 | 3 | 9  | 9  | 1     | 371 | 350 | 1.06  |
| 5 | Mexique                | 6   | 5 | 1 | 4 | 6  | 12 | 0.5   | 365 | 393 | 0.929 |
| 6 | Honduras               | 5   | 5 | 0 | 5 | 0  | 15 | 0     | 181 | 375 | 0.483 |

## Classement final
| Place              | Équipe                 |
| ------------------ | ---------------------- |
| Médaille d'or      | États-Unis             |
| Médaille d'argent  | République dominicaine |
| Médaille de bronze | Porto Rico             |
| 4                  | Canada                 |
| 5                  | Mexique                |
| 6                  | Honduras               |

## Distinctions individuelles
- MVP : Tarah Murrey
- Meilleur marqueuse : Tarah Murrey
- Meilleur attaquante : Tarah Murrey
- Meilleur contreuse : Rebecca Pavan
- Meilleur serveuse : Alexandra Hunt
- Meilleur passeuse : Jenifer Nogueras
- Meilleur défenseuse : Maria Escoto
- Meilleur réceptionneuse : Kanani Herring
- Meilleur libero : Sydney Yogi